# Amanda Björk
Amanda Adele Björk, född 28 augusti 1989 i Umeå, är en svensk regissör och manusförfattare. Björk utbildade sig på Stockholms Dramatiska Högskola.  Hon driver produktionsbolaget Lampray AB som gjort filmen Kung Fury som hon medproducerade och som 2015 vann en Guldbagge för bästa kortfilm. Hon driver även det feministiska filmkollektivet Lynx Studios samt Hysteri Film AB. År 2020 blev Björk utsedd som en av Europas tio mest lovande regissörer och manusförfattare av EFP - European film promotion nominerad som Sveriges bidrag av SFI, Svenska Film Institutet.
År 2015 tilldelades hon A-märkt priset för hennes arbete med Lynx Studios.
År 2019 vann hon priset Wild Card av SFI.
År 2020 blev hon utsedd till en av Europas tio mest lovande regissörer och manusförfattare av EFP

## Filmografi
- Skogen - Manusförfattare & regissör [12]

- Menento Mori - Manusförfattare & regissör [13]

- Jag är en naturkraft - Regissör [14]
- Kung Fury - Produktionsledare

- Ladda Ur - Manusförfattare & regissör [15]
- Zombie säsong 3 & 4 SVT - Manusförfattare & regissör Premiär 2020 & 2021
- Ingiis Vakna - Manusförfattare & regissör Premiär 2021[16]